# Musaranya d'Alaska
La musaranya d'Alaska (Sorex alaskanus) és una espècie de musaranya endèmica de les planes entre Gustavus i la cala de Bartlett, a Alaska (Estats Units). Els seus hàbitats naturals són probablement les zones humides, els aiguamolls i els rierols. Es desconeix si hi ha cap amenaça significativa per a la supervivència d'aquesta espècie.